# L'Année du crabe
L'Année du crabe est un roman d'Olivier Todd publié en 1972.

## Résumé
En 1971 Christophe, 42 ans, journaliste français, quitte Élisabeth un an après ses 25 ans. Ils ont David, 20 ans et Hélène, 8 ans. Il va chercher son père, Julius, Autrichien reparti à Berlin en 1929. En 1969 Chris s'est réveillé avec un « crabe » dans le ventre et fait de la psychanalyse. À Vienne il trouve des infos sur Julius, juif parti à Paris en 1926 et aux USA en 1940. Il rentre à Paris. David épouse Maud. Chris apprend qu'en 1940 Julius était à Costa Mesa, Californie. Il reprend la psy, obtient les coordonnées de Julius, l'appelle et va le voir. Julius a été GI. Il rentre, divorce, et se sent guéri.